# Всемирная ассоциация профессионального бильярда и снукера
Всеми́рная ассоциа́ция профессиона́льного билья́рда и сну́кера (англ. World Professional Billiards and Snooker Association, встречаются также сокращённые названия World Snooker Association, World Snooker и WPBSA) — генеральная управленческая организация профессионального снукера и английского бильярда. Образована в 1968 году, штаб-квартира находится в Бристоле (Англия).

## История и деятельность
WPBSA является организатором и учредителем почти всех профессиональных снукерных турниров. В частности, под эгидой этой ассоциации проводятся чемпионат мира, чемпионат Великобритании, Гран-при, Мастерс и (с недавних пор) Премьер-лига. В последнее время WPBSA проводит активную популяризацию снукера на Дальнем Востоке, особенно в Китае. В сезоне 2007/08 на территории этой страны впервые проводилось два рейтинговых турнира — Шанхай Мастерс и China Open, а позже к ним присоединилось множество нерейтинговых (пригласительных) турниров. Кроме того, в 2008 году был проведён чемпионат Бахрейна — первый рейтинговый турнир на Ближнем Востоке. 
 В сезоне 2010/11 снукер активно начал своё возвращение в континентальную Европу: возрождён в качестве рейтингового турнира German Masters, и также Players Tour Championship — серия низкорейтинговых турниров.
С 2010 года всеми коммерческими правами мирового снукера владеет компания «World Snooker Limited», в лице председателя — Барри Хирна, который оставил в соответствии со своей программой развития снукера пост председателя WPBSA.
WPBSA является владельцем снукерной академии в Шеффилде, где занимаются талантливые бильярдисты из многих стран мира. Некоторые известные снукеристы, такие, как Питер Эбдон и Дин Цзюньхуэй, используют эту академию как базу для своих тренировок.
WPBSA управляют и правилами игры.

## Руководство
- Джейсон Фергюсон — председатель WPBSA
- Найджел Мауэр — заместитель председателя, председатель дисциплинарного комитета.
- Алан Чемберлен — директор
- Стив Дэвис
- Кен Доэрти